# Brăila (grad)

Brăila (oko 230 000 stanovnika) najveća je dunavska luka u Munteniji (istočnome dijelu Vlaške - Rumunjska). Grad je nakon razaranja u Rusko-turskome ratu 1828. obnovljen s ulicama koje su se koncentrično kretale od središta prema van. Središte je Brăila županije i jedan od deset najvećih gradova u Rumunjskoj. 

## Zemljopis
Braila se nalazi se u istočnom dijelu pokrajine Vlaške, na obali Dunava, 20 km od grada Galaţija, koji pripada pokrajini Moldaviji. Ova dva grada čine dvograđe.
Grad leži u Vlaškoj nizini. Braila se nalazi na Dunavu, zahvaljujući kome se kroz povijest razvio kao značajna luka.

## Povijest
Prvo naselje na području današnjega grada spominje se 1350. godine pod imenom Drinago. Braila je doživjela najveći procvat u 19. i početkom 20. stoljeća kada je bila jedna od najvažnijih luka na Dunavu. Poslije Rumunjske revolucije 1989. godine, grad je ušao u period ekonomskog opadanja.

## Sport
CF Brăila je nogometni klub iz grada.

## Poznate osobe
- Camelia Potec, rumunjska plivačica i olimpijska prvakinja iz Atene 2004. godine

## Vanjske poveznice
- Brăila Online
- Interaktivna prezentacijaBrăila
- Brăila online

### Ostali projekti
|  | Zajednički poslužitelj ima još gradiva o temi Brăila (grad) |